# Derrty Entertainment
Derrty Entertainment est un label discographique américain de hip-hop, basé à Saint-Louis, dans le Missouri. Il est fondé en 2003 par le rappeur Cornell Haynes, Jr. (Nelly) qui consiste à produire son effectif et lui-même. Derrty Entertainment est une filiale de Motown. Le premier album publié sous Derrty Entertainment est Country Grammar de Nelly. Le label collaborera avec So So Def Recordings, Star Trak Entertainment et Sho'Nuff Records. Le COO du label est Blu Bolden et le président est Ali Jones.

## Histoire
Nelly fonde Derrty Entertainment en 2003, label distribué par Universal Records. Le premier artiste annoncé est initialement Murphy Lee, le plus jeune membre du groupe St. Lunatics. Le premier album publié sous Derrty Entertainment est Country Grammar de Nelly. En 2003, le label publie sa mixtape Derrty Entertainment Presents J-Midwest Rocka Volume 1.
Plusieurs chansons publiées au label Derrty Entertainment comme Boom de Nelly et G.A., et Stomp de Murphy Lee, King Jacob, Prentiss Church et Fala, sont incluses dans la bande-son du film Mi-temps au mitard, sorti en 2005. En 2006, Nelly annonce laisser derrière lui sa carrière de rappeur pour endosser sa casquette de CEO de Derrty Entertainment. « Je suis constamment très occupé depuis que je fais ce métier. Je travaille actuellement sur un nouveau projet, intitulé Kinfolk, avec Ali des St. Lunatics et de Big Gipp des Goodie Mob. Ils vont sortir un album en commun. » En 2007, Nelly lance et distribue son label en Afrique du Sud. En 2008, Nelly publie son album Brass Knuckles au label le 24 juin. En 2009, le label participe à une œuvre caritative appelée Derrty Entertainment vs. Loosecannon II Celebrity Basketball Game for Charity Friday, le 8 mai à la Chaifetz Arena,.
En 2013, Derrty Entertainment signe le rappeur Yak Boy Fresh. La même année, Nelly annonce son sixième album MO au label.

## Artistes
- Nelly
- Murphy Lee
- Ali[13]
- Kyjuan
- King Jacob
- Prentiss Church
- Chocolate Tai
- Avery Storm[14]
- Slo'Down
- St. Lunatics (formé de Nelly, Murphy Lee, Ali, Kyjuan et King Jacob)
- Taylor Made
- City Spud
- Yak Boy Fresh[11]